# Pidlujjea, Verhnodniprovsk
Pidlujjea (în ucraineană Підлужжя) este un sat în comuna Perșe Travnea din raionul Verhnodniprovsk, regiunea Dnipropetrovsk, Ucraina.

## Demografie
Componența lingvistică a localității Pidlujjea
     Ucraineană (95,76%)
     Rusă (2,82%)
     Alte limbi (0,94%)
Conform recensământului din 2001, majoritatea populației localității Pidlujjea era vorbitoare de ucraineană (95,76%), existând în minoritate și vorbitori de rusă (2,82%).